# Charles James Brenham
Charles James Brenham (Frankfort, 6 novembre 1817 – San Francisco, 10 maggio 1876) è stato un politico statunitense, secondo e quarto sindaco di San Francisco.